# Małdyty (stacja kolejowa)
Małdyty – stacja kolejowa w Małdytach, w województwie warmińsko-mazurskim, w Polsce.

## Ruch pasażerski
| Rok  | Wymiana pasażerska na dobę |
| ---- | -------------------------- |
| 2017 | 140-199                    |
| 2022 | 150-199                    |